# Saint-Eloy (Finistère)
Saint-Eloy is een gemeente in het Franse departement Finistère (regio Bretagne) en telt 174 inwoners (1999). De plaats maakt deel uit van het arrondissement Brest.

## Geografie
De onderstaande kaart toont de ligging van Saint-Eloy (Finistère) met de belangrijkste infrastructuur en aangrenzende gemeenten.

## Demografie
Onderstaande figuur toont het verloop van het inwonertal (bron: INSEE-tellingen).
1. ↑  Populations de référence 2022.